# Bali Sadar Utara
Bali Sadar Utara is een bestuurslaag in het regentschap Way Kanan van de provincie Lampung, Indonesië. Bali Sadar Utara telt 1992 inwoners (volkstelling 2010).